# Fronteira Áustria–Suíça
A fronteira entre a Áustria e a Suiça, num total de 164 km, é composta por dois trechos separados por Liechtenstein, país encravado entre Suíça e Áustria; 
O trecho norte, menor, marcado pelo Rio Reno e próximo às nascentes do mesmo, vai da tríplice fronteira Suíça-Áustria-Liechtenstein até outra tríplice fronteira dos dois países, agora com a Alemanha (Lago Constança), próxima a Bregenz no Voralberg (Áustria);. 
O trecho mais longo, ao sul, tem também limite numa tríplice fronteira  Suíça-Áustria-Liechtenstein, indo para o sul até tríplice fronteira, situada nos Alpes, com a Itália (Trentino-Alto Adige)